# Gare de Jyväskylä
La gare de Jyväskylä (en finnois : Jyväskylän rautatieasema est une gare ferroviaire finlandaise située à Jyväskylä.

## Histoire
La gare est construite en 1897, quand Jyväskylä est rattaché au réseau de Finlande par la réalisation de la ligne Haapamäki–Jyväskylä. La voie entre Jyväskylä et Suolahti est terminée en 1898. 
Le bâtiment principal d'architecture romantique est typique des bâtiments de l'architecte Bruno Granholm. Il est agrandi en 1923 et en 1968–1969. À proximité, de la même époque, on peut voir l'habitation du chef de gare et des entrepôts. Plus tard Thure Hellström concevra un restaurant de gare bâti en 1916 et deux bâtiments d'habitation en 1921. La zone de la gare est un espace soumis à la protection du patrimoine culturel et fait partie des Paysages précieux à l'échelle nationale du Museovirasto.
L'ancienne gare n'est plus en fonction depuis 2002 quand le centre multimodal a été mis en service.
En 2008, la gare a accueilli 843 000 voyageurs.

## Galerie de photographies

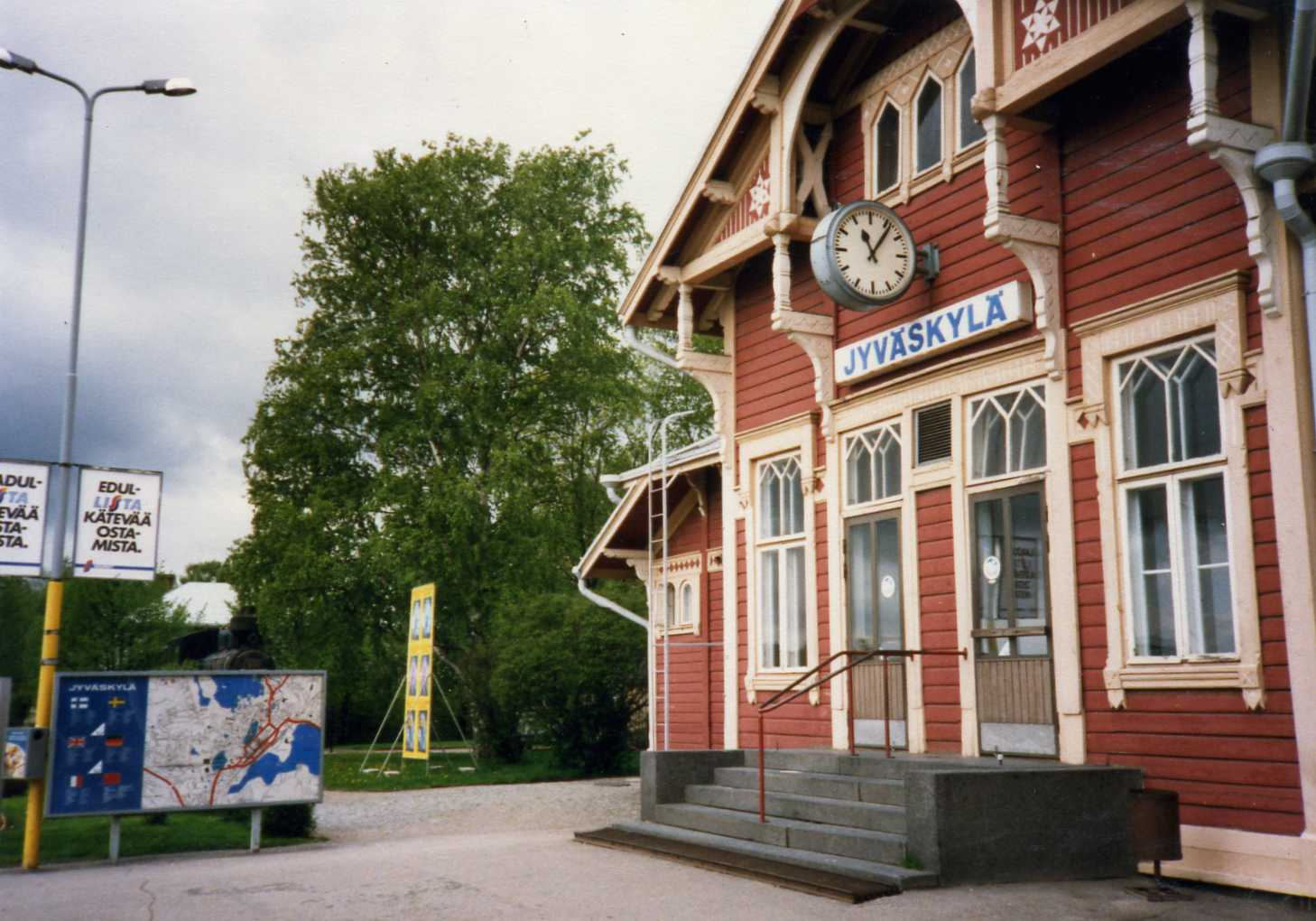
L'ancienne gare conçue par Bruno Granholm.
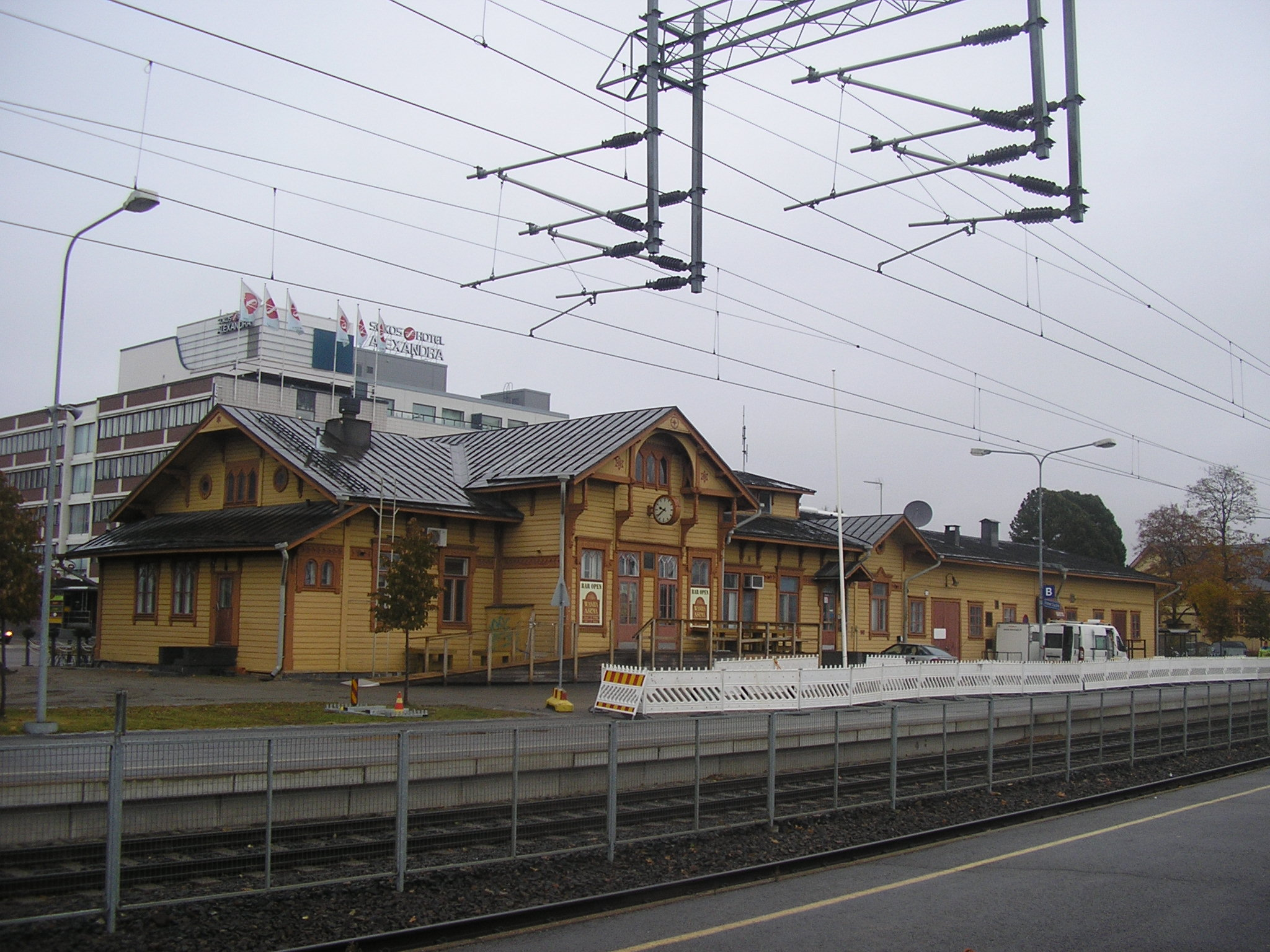
L'ancienne gare de Jyväskylä.

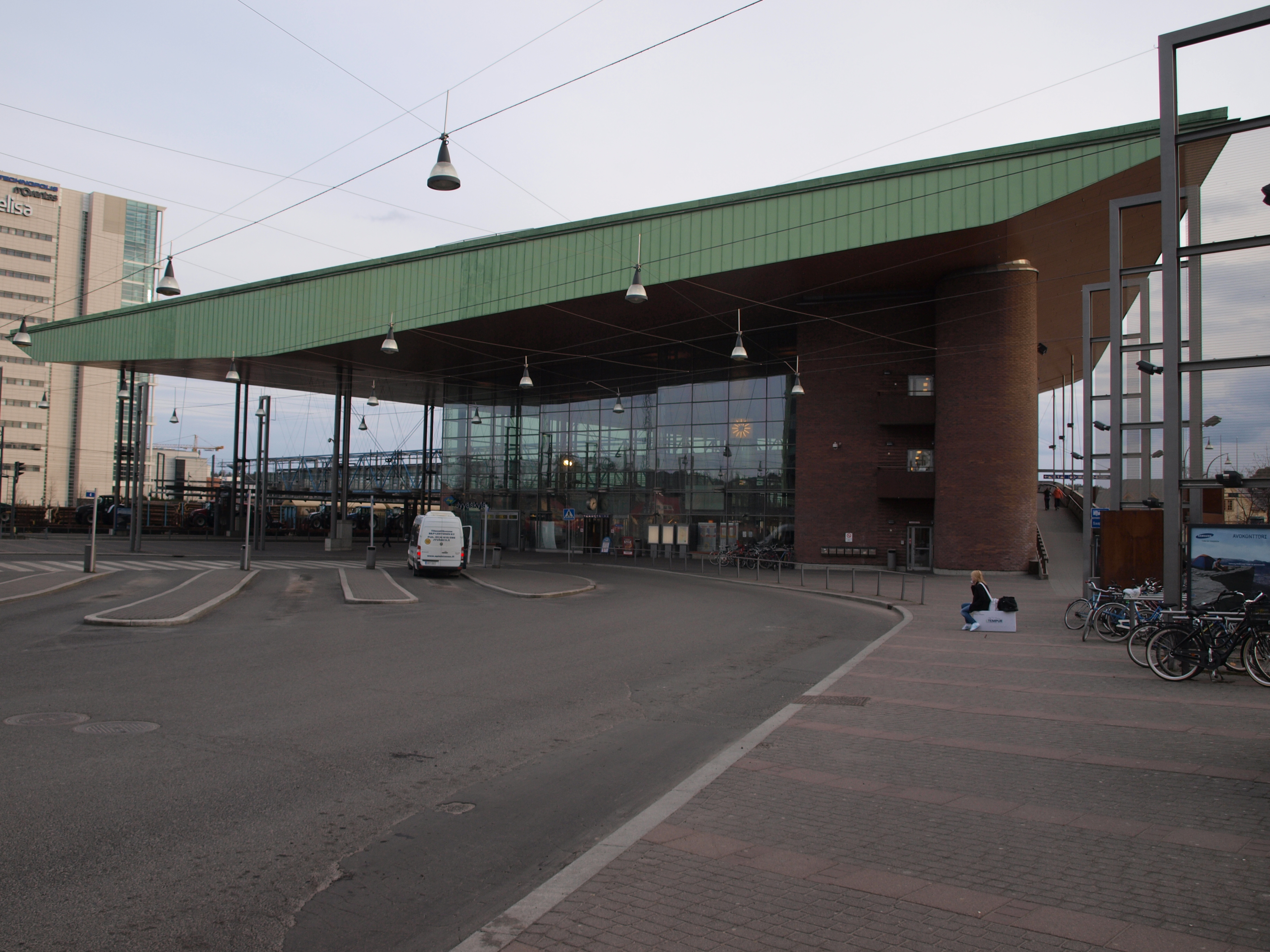
La nouvelle gare de Jyväskylä.
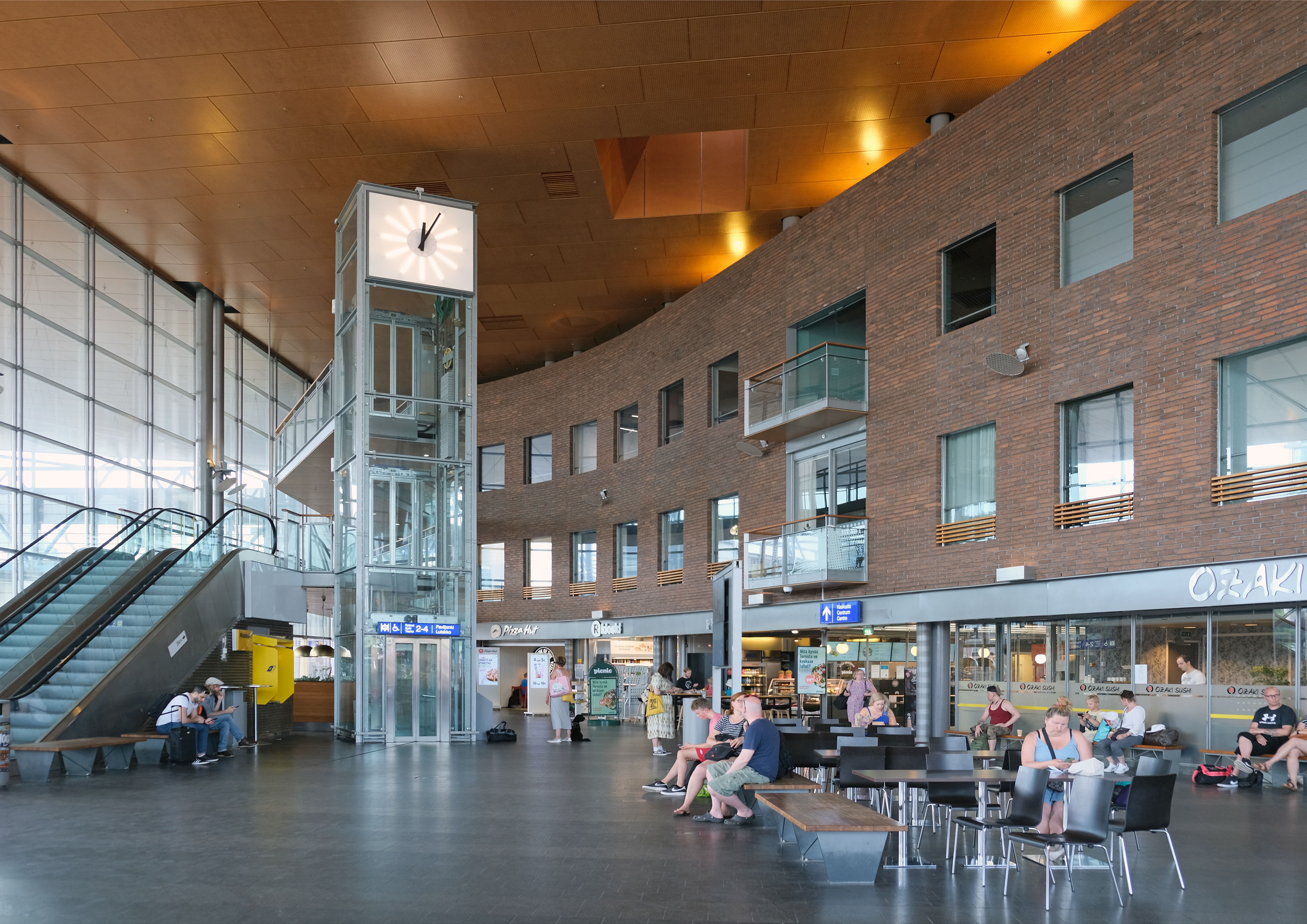
La nouvelle gare de Jyväskylä.